# Пршеров
Прше́ров (чеш. Přerov ['pr̝̊ɛrof], бывш. нем. Prerau) — статутный город на востоке Чешской Республики, в исторической области Моравия, в районе Пршеров Оломоуцкого края. Расположен на реке Бечва, в области Гана.
Население — 46 897 человек (2009). Площадь города составляет 5 848 гектаров.

## История
Впервые Пршеров письменно упоминается в 1141 году. В 1256 году король Пршемысл Отакар II пожаловал Пршерову статус «королевского города». В период гуситских войн Пршеров был важным центром моравских каликстинцев. Послевоенное восстановление города во 2-й половине XV века произошло благодаря дворянскому роду Товачовских из Цимбурка, в залоге у которых Пршеров находился в 1457—1470 годах. Наивысшего развития город достиг во время владения им родом Пернштейнов, которому Пршеров был передан в наследственное держание в 1487 году, сменив статус на «феодальный город». Во время колонизации возвышенности вокруг замка новыми поселенцами, в этом районе появилось немало представителей общины чешских братьев. Благодаря их усилиям в XVI веке Пршеров стал важным культурным центром и местом пребывания епископа чешских братьев. В городе была основана известная за пределами Пршерова школа общины чешских братьев. В 1523 году в Пршерове родился Ян Благослав, автор чешской грамматики, предшественник Яна Амоса Коменского.
В результате непрекращающихся военных действий в районе Пршерова в период Тридцатилетней войны обезлюдел и пришёл в упадок.
После строительства в 1839 году железной дороги Вена—Брно, связавшей Пршеров со столицей Австрийской империи, началось постепенное возрождение города.
С 1 по 8 октября 1923 года в Пршерове в замке прошёл I съезд Русского студенческого христианского движения.
В июне 1945 года в Пршерове произошла массовая расправа, известная под названием Пршеровский расстрел. Подразделением чехословацкой контрразведки был остановлен поезд с немецкими беженцами. Были убиты 265 человек, в том числе 71 мужчина, 120 женщин и 74 ребёнка.
С 2006 года Пршеров получил статус статутного города, возглавляемого приматором. Городской совет состоит из 35 членов. В результате муниципальных выборов 2018 года приматором Пршерова избран Петр Мержинский из партии ANO.

## Промышленность
В 1933 году в городе была создана компания Optikotechna — в настоящее время Meopta (производитель фотоаппаратов, кинокамер и оптических приборов).

## Население
| Год  | Численность | Численность |
| ---- | ----------- | ----------- |
| 1869 | 11 341      | [ 6 ]       |
| 1880 | 15 464      | [ 6 ]       |
| 1890 | 17 749      | [ 6 ]       |
| 1900 | 22 007      | [ 6 ]       |
| 1910 | 26 966      | [ 6 ]       |
| 1921 | 28 442      | [ 6 ]       |
| 1930 | 30 270      | [ 6 ]       |
| 1950 | 29 054      | [ 6 ]       |
| 1961 | 31 069      | [ 7 ]       |
| 1970 | 39 505      | [ 7 ]       |
| 1980 | 50 593      | [ 6 ]       |
| 1991 | 51 300      | [ 6 ]       |
| 2001 | 48 335      | [ 6 ]       |
| 2014 | 44 538      | [ 8 ]       |
| 2016 | 43 994      | [ 9 ]       |
| 2017 | 43 791      | [ 10 ]      |
| 2018 | 43 565      | [ 11 ]      |
| 2019 | 43 186      | [ 12 ]      |
| 2020 | 42 871      | [ 13 ]      |
| 2021 | 42 451      | [ 14 ]      |
| 2022 | 41 404      | [ 15 ]      |
| 2023 | 41 634      | [ 16 ]      |
| 2024 | 41 661      | [ 3 ]       |

## Известные жители, уроженцы
Лиана Цимблер (рождена как Юлиана Фишер; нем. Liane Zimbler;  1892, Пршеров — 11 ноября 1987, Лос-Анджелес, Калифорния) — австрийский архитектор, одна из первых женщин в Европе, получившая диплом по архитектуре.
Карел Яноушек (чеш. Karel Janoušek, 30 октября 1893 Пршеров — 27 октября 1971 Прага) — чехословацкий военный деятель, участник Чехословацкого легиона, организатор чешских подразделений ВВС в Великобритании.

## Города-побратимы
- Бардеёв, Словакия[17]
- Дечин, Чехия[17]
- Ивано-Франковск, Украина (7 августа 2010)[17][18]
- Кендзежин-Козле, Польша[17]
- Котор, Черногория[17]
- Кёйк[вд], Нидерланды[17]
- Озимек, Польша[17]